# ناحیه یوقاری‌چیرچیق
ناحیهٔ یوقاری‌چیرچیق و یا ناحیهٔ چیرچیق بالا (به ازبکی: Yuqori Chirchiq tumani، یوقاری‌چیرچیق تومنی) یک ناحیه در ازبکستان است که در ولایت تاشکند واقع شده‌است. ناحیه یوقاری‌چیرچیق ۴۴۰ کیلومتر مربع مساحت و ۱۳۹٬۲۰۰ نفر جمعیت دارد.